# Podnoszenie ciężarów na Igrzyskach Azjatyckich 2006
Podnoszenie ciężarów na Igrzyskach Azjatyckich 2006 odbywało się w dniach 2–6 września 2006 roku. Rywalizacja odbywała się w ośmiu konkurencjach dla mężczyzn i siedmiu dla kobiet.

## Podsumowanie

### Klasyfikacja medalowa
| Miejsce | państwo          | Złoto | Srebro | Brąz | Razem |
| ------- | ---------------- | ----- | ------ | ---- | ----- |
| 1       | Chiny            | 10    | 4      | 0    | 14    |
| 2       | Kazachstan       | 2     | 0      | 1    | 3     |
| 3       | Tajlandia        | 1     | 3      | 2    | 6     |
| 4       | Iran             | 1     | 0      | 0    | 1     |
| 4       | Syria            | 1     | 0      | 0    | 1     |
| 6       | Korea Południowa | 0     | 4      | 4    | 8     |
| 7       | Irak             | 0     | 1      | 1    | 2     |
| 7       | Mjanma           | 0     | 1      | 1    | 2     |
| 9       | Katar            | 0     | 1      | 0    | 1     |
| 9       | Wietnam          | 0     | 1      | 0    | 1     |
| 11      | Korea Północna   | 0     | 0      | 2    | 2     |
| 12      | Chińskie Tajpej  | 0     | 0      | 1    | 1     |
| 12      | Hongkong         | 0     | 0      | 1    | 1     |
| 12      | Indonezja        | 0     | 0      | 1    | 1     |
| 12      | Uzbekistan       | 0     | 0      | 1    | 1     |
| Razem   | Razem            | 15    | 15     | 15   | 45    |

### Medaliści

#### Mężczyźni
| Konkurencja | 1. miejsce         | 2. miejsce         | 3. miejsce         |
| Mężczyźni   | Mężczyźni          | Mężczyźni          | Mężczyźni          |
| ----------- | ------------------ | ------------------ | ------------------ |
| 56 kg       | Li Zheng           | Hoàng Anh Tuấn     | Lee Jong-hoon      |
| 62 kg       | Qiu Le             | Mao Jiao           | Im Yong-su         |
| 69 kg       | Zhang Guozheng     | Shi Zhiyong        | Kim Sun-bae        |
| 77 kg       | Li Hongli          | Lee Jeong-jae      | Harem Taha Ali     |
| 85 kg       | Wiaczesław Jerszow | Lu Yong            | Kim Seon-jong      |
| 94 kg       | Ilja Iljin         | Lee Ung-jo         | Hsieh Wei-chun     |
| 105 kg      | Ahed Joughili      | Mohammed Al-Aifuri | Bachyt Achmietow   |
| +105 kg     | Hosejn Rezazade    | Jaber Saeed Salem  | Andrey Martemyanov |

#### Kobiety
| Konkurencja | 1. miejsce      | 2. miejsce         | 3. miejsce          |
| Kobiety     | Kobiety         | Kobiety            | Kobiety             |
| ----------- | --------------- | ------------------ | ------------------- |
| 48 kg       | Wang Mingjuan   | Pensiri Laosirikul | Thongyim Bunphithak |
| 53 kg       | Li Ping         | Junpim Kuntatean   | Yu Weili            |
| 58 kg       | Chen Yanqing    | Wandee Kameaim     | Pak Hyon-suk        |
| 63 kg       | Pawina Thongsuk | Ouyang Xiaofang    | Thaw Yae Faw        |
| 69 kg       | Liu Haixia      | Yar Thet Pan       | Kim Mi-kyung        |
| 75 kg       | Cao Lei         | Kim Soon-hee       | Sinta Darmariani    |
| +75 kg      | Mu Shuangshuang | Jang Mi-ran        | Annipa Moontar      |